# Chemische logistiek

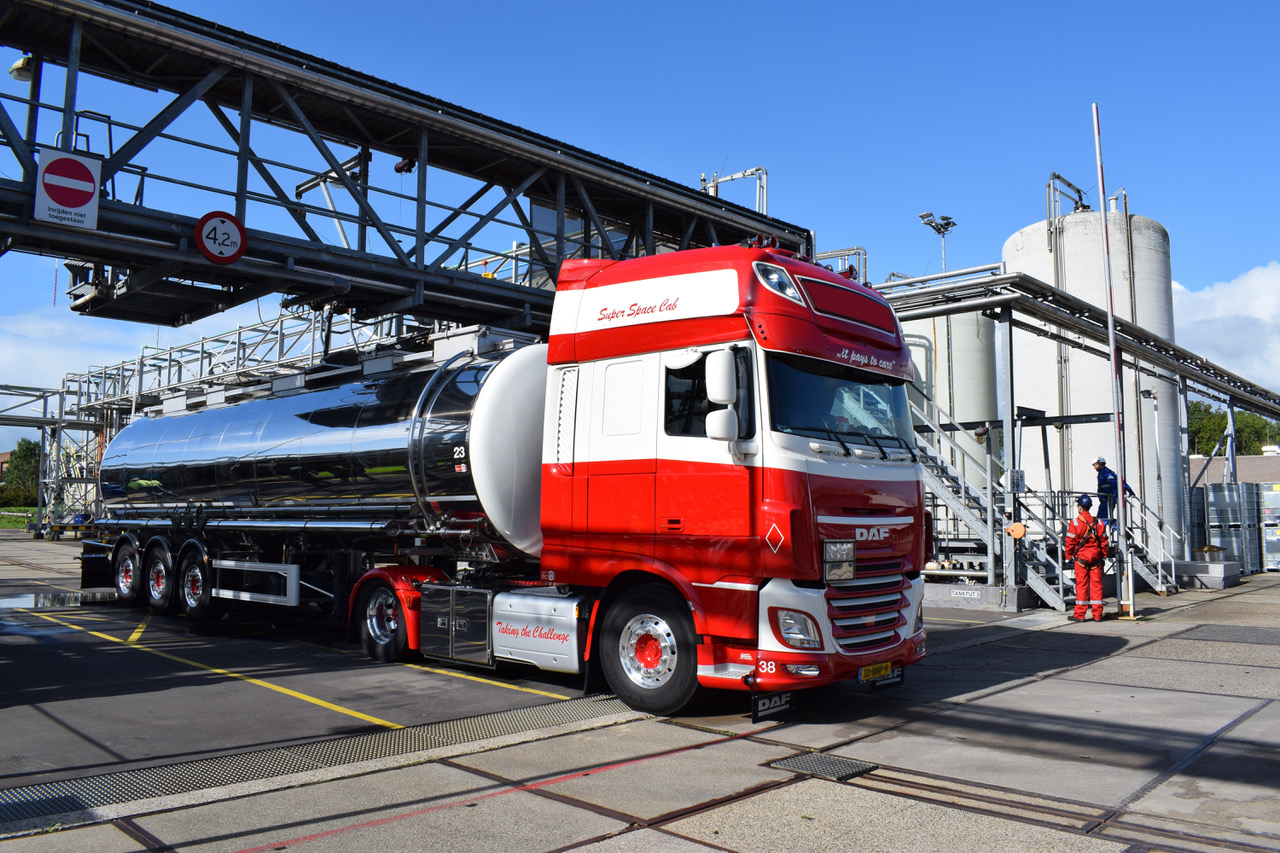
Een tankwagen bij een chemische fabriek

Chemische logistiek betreft het vervoer van gevaarlijke stoffen over de weg, het water, de lucht of het spoor. Bedrijven binnen de chemische logistiek vervoeren gevaarlijke stoffen/goederen op een wijze waarvoor wettelijke regels zijn vastgelegd.
Chemische stoffen zitten in veel producten, zoals in gereedschap, kleding, geneesmiddelen en voedsel. Chemische logistiek dient ervoor te zorgen dat deze stoffen op de goede plek komen, zodat iedereen toegang heeft tot waar zij behoefte aan hebben. Het omvat bedrijven die gevaarlijke stoffen opslaan in speciaal hiervoor uitgeruste loodsen, bedrijven die de stoffen transporteren naar andere bedrijven of bedrijven die beide doen.

## Publicatiereeks Gevaarlijke Stoffen
De Nederlandse Publicatiereeks Gevaarlijke Stoffen (PGS) omvat een grote hoeveelheid richtlijnen voor bedrijven die gevaarlijke stoffen opslaan, transporteren of zelf produceren en overheden die op deze bedrijven moeten toezien en hen vergunningen kunnen verlenen. Het doel van deze richtlijnen is om alle werkzaamheden met gevaarlijke stoffen zo veilig mogelijk te laten plaatsvinden. In de richtlijnen staan zowel de risico's van bepaalde activiteiten als de mogelijke gevolgen van deze risico's bij rampbestrijding. Om zo goed mogelijk op te kunnen treden in het geval van een incident omvat iedere richtlijn bepaalde doelen waaraan verschillende maatregelen zijn gekoppeld. Voor het bepalen van de maatregelen wordt gebruikgemaakt van een risicobenadering gebaseerd op scenario's.

## Opslag van gevaarlijke stoffen
De PGS 15 is een richtlijn voor het veilig opslaan van gevaarlijke stoffen. Het doel van deze richtlijn is om vast te leggen met welke maatregelen de risico’s van de opslag van gevaarlijke stoffen in verpakking te beheersen zijn. Deze maatregelen verkleinen de kans op een incident of voorkomen of beperken de nadelige gevolgen van een incident.

## Transport van gevaarlijke stoffen
In Nederland is het vervoer van gevaarlijke stoffen vastgelegd in de Wet vervoer gevaarlijke stoffen. Specifiek  van toepassing voor het vervoer van gevaarlijke stoffen zijn de volgende voorschriften:
- Het ADR (Accord européen relatif au transport international des marchandises Dangereuses par Route) betreft de Europese regelgeving voor het wegvervoer van gevaarlijke stoffen. Het bevat voorschriften over verpakking, etikettering, documentatie en veiligheidseisen.
- Het ADN (Accord européen relatif au transport international des marchandises Dangereuses par voies de Navigation intérieures) regelt het vervoer van gevaarlijke stoffen over binnenwateren in Europa. Het bevat specifieke eisen voor schepen, lading en veiligheidsmaatregelen op rivieren en kanalen.
- Het IATA (International Air Transport Association) Dangerous Goods Regulations (DGR) omvat de wereldwijde regels voor het vervoer van gevaarlijke stoffen door de lucht, opgesteld door IATA. Ze bevatten strikte voorschriften over verpakking, documentatie en beperkingen voor bepaalde stoffen.
- Het IMDG (International Maritime Dangerous Goods Code) is de internationale code voor het zeevervoer van gevaarlijke goederen, opgesteld door de Internationale maritieme Organisatie. Het regelt de classificatie, verpakking en hantering van gevaarlijke stoffen op schepen.
- In het RID (Règlement concernant le transport international ferroviaire des marchandises Dangereuses) staan de internationale regels voor het vervoer van gevaarlijke stoffen per spoor binnen Europa en sommige andere landen. Het lijkt op het ADR, maar is specifiek afgestemd op het treinvervoer.